# فاندازهي 2
فاندازهي 2 (بالإنجليزية: Vandazhi-II)‏ هي منطقة سكنية تقع في الهند في كيرلا. يقدر عدد سكانها بـ 11,776 نسمة .